# 아시미 고이타
아시미 고이타(영어: Assimi Goita, 9 11 1983년~)는 2021년 5월 24일부터 말리 대통령을 맡고 있는 말리 군 장교이다. 고이타는 2020년 말리 쿠데타로 이브라힘 부바카르 케이타 전 대통령을 축출하고 권력을 잡은 인물로, 군부 세력 국민구제국가위원회의 지도자였다. 고이타는 2021년 말리 쿠데타 이후 바 은다우 전 대통령을 내쫓고 정권을 장악해 말리 대통령에 올랐다.